# Hotel Room (miniserie)
Hotel Room (también llamada David Lynch's Hotel Room) es una serie de antología dramática estadounidense que se emitió durante tres episodios de media hora en HBO el 8 de enero de 1993, con una repetición la noche siguiente. Creado por Monty Montgomery y David Lynch (quien dirigió dos episodios), cada drama está protagonizado por un elenco diferente y tiene lugar en la habitación de hotel número 603 del "Railroad Hotel", con sede en la ciudad de Nueva York , en los años 1969, 1992 y 1936. respectivamente. Los tres episodios fueron creados para ser mostrados juntos en forma de un piloto de largometraje, con la esperanza de que si eran bien recibidos, más tarde se produciría una serie de episodios con el mismo formato independiente de media hora. Tras una tibia recepción, HBO optó por no producir más episodios.

## Trama
La serie comienza con la siguiente narración, escrita y hablada por el cocreador David Lynch : "Durante un milenio, el espacio para la habitación del hotel existió, indefinido. La humanidad lo capturó, le dio forma y lo atravesó. Y a veces, al pasar por , se encontraron rozando los nombres secretos de la verdad".
Cada historia está protagonizada por un nuevo elenco y tiene lugar en un año diferente, pero está confinada en la habitación 603 del Railroad Hotel, ubicado en la ciudad de Nueva York. El mismo botones y mucama aparecen en cada historia, como si no envejecieran.

## Reparto

### Rehenes
Episodio 1
- Glenne Headly como Darlene
- Freddie Jones como Louis "Lou" Holchak
- Harry Dean Stanton como Moe Boca

Episodio 2
- Griffin Dunne como Robert
- Deborah Unger como Sasha
- Mariska Hargitay como Tina
- Chelsea Field como Diane

Episodio 3
- Crispin Glover como Danny
- Alicia Witt como Diane

### Actuales
- Clark Heathcliff Brolly como Sean the Bellboy
- Camilla Overbye Roos como Maid

## Producción
Barry Gifford escribió y Lynch dirigió el primer y tercer episodio; Lynch había adaptado previamente la novela Wild at Heart de Gifford al cine .Jay McInerney escribió el segundo, y James Signorelli lo dirigió. La serie fue producida por Deepak Nayar, quien había trabajado con Lynch en Wild at Heart, Twin Peaks: Fire Walk with Me y On the Air, y Monty Montgomery y Lynch fueron productores ejecutivos. Esta fue la segunda colaboración de Peter Deming como director de fotografía con Lynch después de On the Air. La música fue compuesta, dirigida y orquestada por el frecuente colaborador de Lynch, Angelo Badalamenti, mientras que Lynch se encargó del diseño de sonido.
Según Gifford, HBO estaba tratando de emular el éxito de la serie de antología Tales from the Crypt, pero "querían piezas más sexys o cómicas, no sexo serio ni sátira exactamente, sino algo más".
Gifford escribió cinco guiones, de los cuales HBO produjo dos. Retuvo los derechos de los cinco y los ha convertido en obras de teatro que se han representado en varios estados de los Estados Unidos, que fue considerado demasiado controvertido por la red, han sido publicados en un libro por la University Press of Mississippi. "Blackout" se escribió en solo dos días, para reemplazar un guion de David Mametcon lo que Montgomery no estaba satisfecho. El guion de Gifford tenía solo 17 páginas, pero el corte de Lynch llegó a los 47 minutos, con mucho, el más largo de los tres episodios. HBO emitió una versión truncada, pero el lanzamiento en VHS contiene la versión más larga y preferida por el director.

## Transmisión y medios domésticos

### Transmisión
Hotel Room se transmitió por HBO el 8 de enero de 1993 a las 11 p. m. y nuevamente el 9 de enero a las 12 p. m.. En su primera transmisión, ocupó el primer lugar en su franja horaria en HBO.

### Medios domésticos
Los tres episodios de la antología han sido lanzados en VHS por Worldvision Enterprises. En Japón, Pony Canyon ha lanzado un LaserDisc con audio en inglés y subtítulos en japonés grabados.  También existen DVD piratas capturados de cualquiera de estas dos fuentes.

## Recepción de la crítica
The New York Times escribió: "David Lynch ha levantado sospechas durante mucho tiempo de que su trabajo estaría más en casa en la televisión nocturna, pero ' Hotel Room ' indica lo contrario. Este drama ómnibus, producido por el Sr. Lynch y que presenta tres episodios débiles. Ambientada en la habitación de hotel de la ciudad de Nueva York del título, juega como una visita apática a una " Zona Crepuscular " al estilo de Lynch, donde las historias no van a ninguna parte, las anécdotas son inútilmente extrañas y las bromas tontas se repiten vacías, como si la banalidad en Twilight Zone. . Newsday tenía una opinión similar: "Incluso si eres un acérrimo" Twin Peaks" Freak que es incorregiblemente salvaje de corazón, estarás ansioso por ver esta trilogía de 90 minutos (que se estrena esta noche a las 11) mucho antes de que finalmente se cierre la puerta a las tediosas actividades en la habitación 603 del Railroad Hotel en la ciudad de Nueva York. Variety fue un poco más positiva con respecto al tercer episodio: "Con la excepción de una excelente actuación de Alicia Witt y algunos momentos intrigantes, los episodios son planos y rígidos, sin la fascinante oscuridad del otro trabajo de Lynch". Se publicó una crítica más positiva en Los Angeles Times , que escribió que aunque no se convertiría en un éxito, los fanáticos de Lynch lo disfrutarían: "Como era de esperar con el talento involucrado, este es el" Grand Hotel ".no tanto de la dimensión desconocida como del infierno mismo, definitivamente no para los gustos de los viajeros típicos, pero una estadía maravillosamente absorbente para los fieles de Lynch, al menos".